# Alice Mahlberg
Alice Mahlberg est une journaliste française née en 1983.

## Biographie
Après un stage au Figaro, Alice Mahlberg intègre le Centre de formation et de perfectionnement des journalistes (CFPJ) et travaille au journal France-Soir de 2006 à 2008. Elle est également diplômée de l'École française des attachés de presse (EFAP).
Elle arrive ensuite à LCI où elle travaille avec Michel Field pour son journal quotidien. Quelques mois plus tard, elle devient chroniqueuse pour l'émission hebdomadaire de Jean-Marc Sylvestre, Le Club de l'économie, sur TF1 et LCI. Alice Mahlberg quitte le groupe TF1 et intègre peu après la société de production de Paul Amar en tant que journaliste politique et chroniqueuse pour l'émission Revu et corrigé, diffusée sur France 5. Elle rejoint ensuite la rédaction de l'émission quotidienne présentée par Yves Calvi, C dans l'air, comme reporter jusqu’en 2013. Elle quitte alors l'actualité par passion du vin et de la gastronomie, pour consacrer son métier de journaliste à cet univers.
En octobre 2016, elle devient rédactrice en chef du magazine BEEF! France issue du magazine éponyme allemand.

## Note
1. ↑  « Alice Mahlberg quitte le groupe TF1 »
2. ↑  « Rôti de bœuf, Gibier, Entrecote, Onglet, Viandes, Grillades, Burger, Steaks - BŒUF ! Le Magazine. », sur Beef (consulté le 15 novembre 2016)